# Буданов, Кирилл Алексеевич
Кири́лл Алексе́евич Буда́нов (укр. Кирило Олексійович Буданов; род. 4 января 1986, Киев) — украинский военачальник. Начальник Главного управления разведки Министерства обороны Украины (с 2020 года), генерал-лейтенант (2023). Герой Украины (2024).

## Биография
Родился 4 января 1986 года в Киеве. В детстве проводил много времени в Крыму, занимался плаванием.
Окончил Одесский институт Сухопутных войск (2007), после чего начал служить в спецназе Главного управления разведки Министерства обороны Украины, где занимал различные должности.
С весны 2014 года принимал участие в войне на востоке Украины. Имел боевые ранения. Буданов вместе с группой других офицеров украинской военной разведки участвовал в инциденте у крымского города Армянска в августе 2016 года.

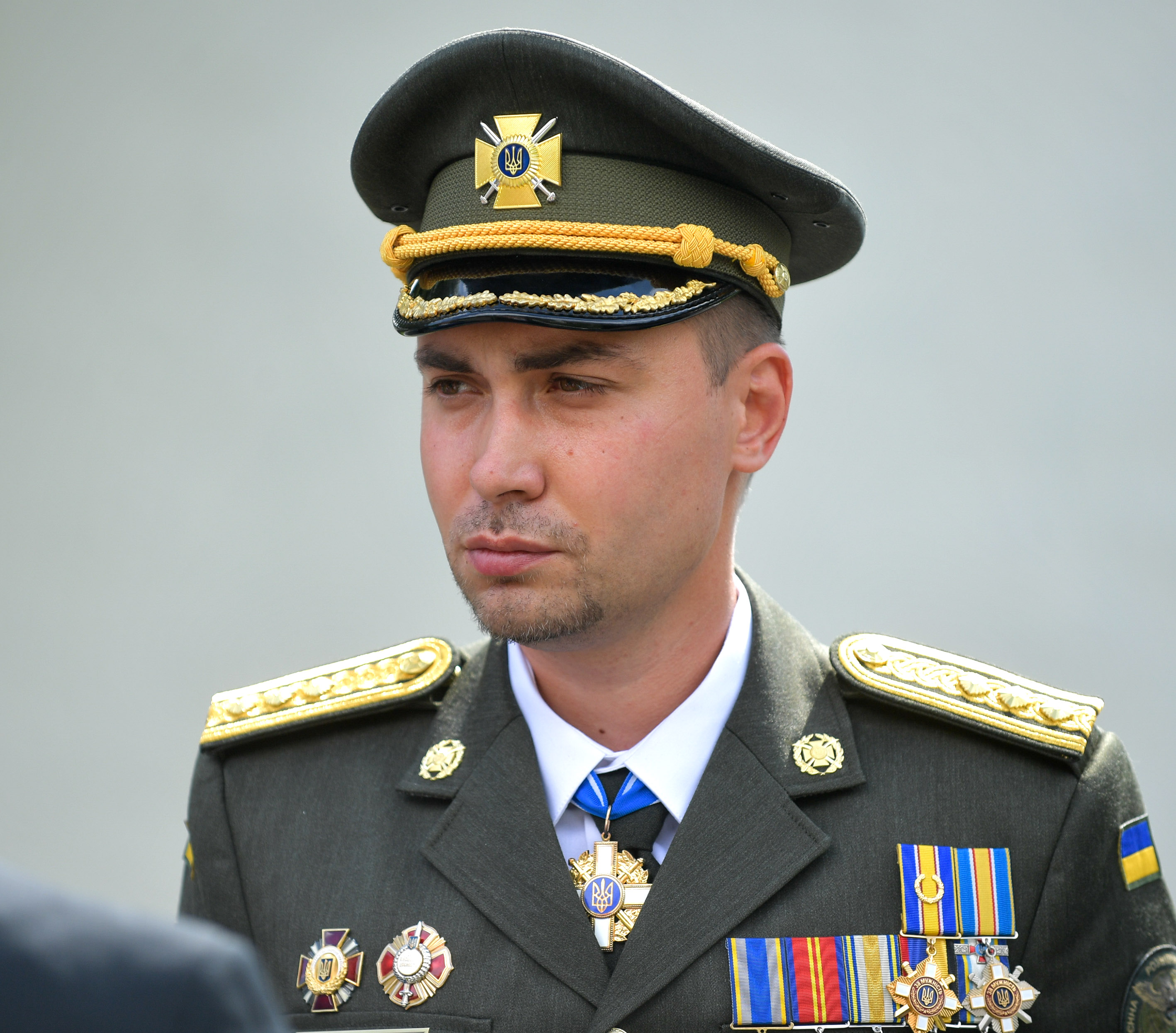
Кирилл Буданов в 2020 году

Согласно отчёту газеты The New York Times за 2024 год, Буданов был одним из членов подготовленного ЦРУ элитного подразделения Главного разведывательного управления, известного как «Отряд 2245» который захватывал российские дроны и средства связи, чтобы специалисты из ЦРУ могли провести их реверс-инжиниринг и взломать российские системы шифрования. По данным издания, он приобрёл репутацию участника дерзких операций в тылу врага. В 2016 году, будучи ещё подполковником, Буданов, как сообщается, возглавил подразделение спецназа в десантном рейде в аннексированный Крым, чтобы заложить взрывчатку на аэродроме. После высадки подразделение военного попало в засаду российского спецназа; украинские войска убили несколько российских солдат, после чего отступили на территорию, контролируемую Украиной. По данным The New York Times, Буданов имеет «глубокие связи» с ЦРУ и был доставлен в США для лечения в Национальном военно-медицинском центре имени Уолтера Рида после ранения, полученного в боях в Донбассе.
4 апреля 2019 года в Киеве было совершено неудачное покушение на Буданова. Тогда был взорван автомобиль Chevrolet Evanda на улице Академика Вильямса, под который была установлена мина. Генеральная прокуратура Украины позднее объявила о задержании группы подозреваемых, а Голосеевский районный суд Киева приговорил двух граждан России (Тимура Дзортова и Алексея Комаричева) к 7 и 8 годам заключения.

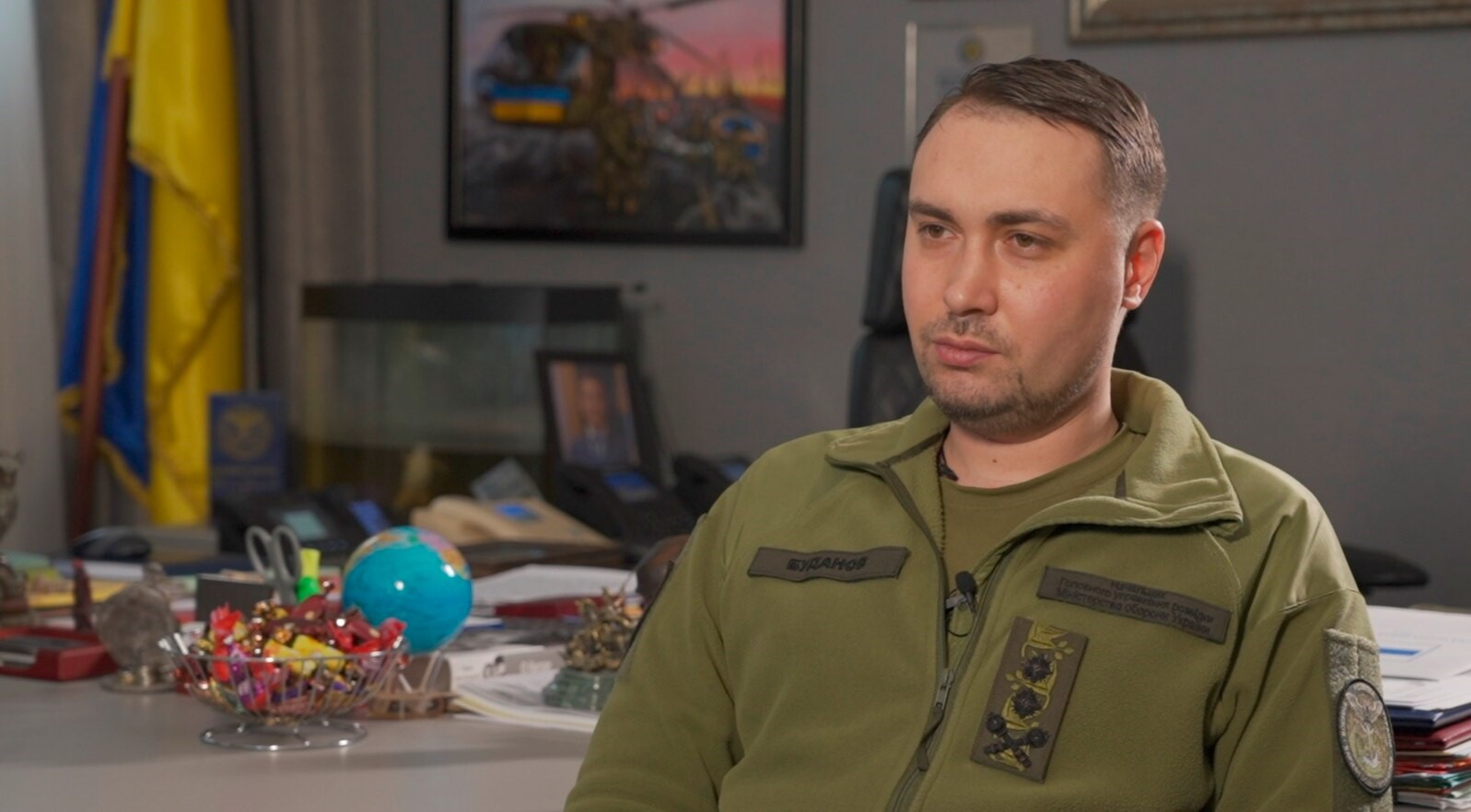
Кирилл Буданов, во время интервью «Голосу Америки», февраль 2023 года

С 2018 по 2020 год находился на специальной работе. В 2020 году стал заместителем директора департамента Службы внешней разведки Украины.
5 августа 2020 года президент Украины Владимир Зеленский назначил полковника Буданова начальником Главного управления разведки Минобороны Украины. На этом посту Буданов сменил Василия Бурбу. 24 августа 2021 года присвоено воинское звание бригадного генерала. 3 апреля 2022 года присвоено воинское звание генерал-майор, 7 сентября 2023 года присвоено воинское звание генерал-лейтенант.
В конце ноября 2023 года сообщалось об отравлении жены Буданова, вместе с несколькими служащими Главного управления разведки Украины.

## Уголовное преследование в России
21 апреля 2023 года Лефортовский районный суд Москвы заочно арестовал Буданова, обвинив его в создании террористического сообщества, незаконном приобретении оружия группой лиц и незаконном приобретении взрывных устройств группой лиц. Сам Буданов в интервью заявил, что то, что российское правительство считает терроризмом, он называет освобождением и связал происходящее со вторжением в его страну в 2014. Как уточнило издание The New York Times, разведка США приписывает убийство Дугиной украинскому правительству. В ответ на вопрос об этом обвинении Буданов попросил не продолжать эту тему и заявил: «Всё, что я прокомментирую, это то, что мы убивали россиян и будем убивать россиян в любой точке мира до полной победы Украины».
8 мая 2023 года во время официального пресс-брифинга Госдепартамента США был задан вопрос с просьбой дать оценку этому высказыванию. Представитель Госдепартамента заявил, что они не одобряют нападения на гражданских лиц вне зависимости от того, где это произошло: в России, Украине или где-либо ещё.
25 декабря 2023 года Басманный районный суд Москвы заочно арестовал Кирилла Буданова (обвиняется в совершении 104 терактов (пункты «а» и «в» части 2 статьи 205 УК)). В октябрьском пресс-релизе Следственного комитета России Буданов обвиняется в организации и совершении в период с апреля 2022 года по сентябрь 2023 года более 100 ударов с воздуха с применением беспилотных летательных аппаратов самолётного типа по территориям Москвы и Московской области, Ростовской, Белгородской, Брянской областей, аннексированных Россией Крыма и Севастополя.

## Награды
- Герой Украины с вручением Ордена «Золотая Звезда» (8 февраля 2024 года) — за личное мужество и героизм, проявленные при защите государственного суверенитета и территориальной целостности Украины, самоотверженное служение Украинскому народу[2].
- Крест боевых заслуг (23 августа 2022 года) — за выдающиеся личные заслуги в защите государственного суверенитета и территориальной целостности Украины, верность военной присяге[17].
- Полный кавалер ордена «За мужество»[5]
- Нагрудный знак «За воинскую доблесть»
- Нагрудный знак «Знак почести»
- Памятный знак «За воинскую доблесть»
- Нагрудный знак «Участник АТО»
- Офицер ордена Заслуг перед Республикой Польша (2025 год, Польша)[18].